# Parathelypteris chinensis
Parathelypteris chinensis är en kärrbräkenväxtart som först beskrevs av Ren-Chang Ching, och fick sitt nu gällande namn av Ren-Chang Ching. Parathelypteris chinensis ingår i släktet Parathelypteris och familjen Thelypteridaceae. Utöver nominatformen finns också underarten P. c. hirticarpa.